# El-Hachemi Abdenouz
El-Hachemi Abdenouz (arab. ‏الهاشمي عبد النوز‎; ur. 1 lipca 1956) – algierski lekkoatleta, olimpijczyk.

## Kariera
Wystąpił na Letnich Igrzyskach Olimpijskich 1980 w biegu na 5000 m. Z wynikiem 13:42,07 wygrał swój bieg eliminacyjny, awansując tym samym do półfinału (był to najlepszy rezultat eliminacji). W tej fazie rozgrywek zajął jednak ostatnie 12. miejsce w swoim wyścigu, osiągając najsłabszy czas półfinałów (14:15,85). Wielokrotny uczestnik mistrzostw świata w biegach przełajowych – najlepsze pozycje osiągnął podczas zawodów w latach 1980 (13. miejsce – 37:31,9) i 1981 (12. miejsce – 35:34).
W biegu na 5000 m Abdenouz został brązowym medalistą Igrzysk Śródziemnomorskich 1979 (13:57,55) i Mistrzostw Maghrebu 1983 (14:31,9). Indywidualnie osiągnął przynajmniej sześć tytułów mistrza kraju. Zdobył złote medale w biegu na 1500 m (1979), biegu na 5000 m (1978, 1983, 1984) i biegu przełajowym na długim dystansie (1981, 1982).
Rekordy życiowe: bieg na 3000 m – 7:50,5 (1979), bieg na 5000 m – 13:40,1 (1979), bieg na 10 000 m – 28:54,5 (1987). W 1979 roku był rekordzistą Algierii w biegu na 5000 m – jego rekord został jednak pobity jeszcze w tym samym roku. Po zakończeniu kariery został trenerem.